# Ordre de l'Éperon d'or
L’ordre de l’Éperon d’or, aussi connu anciennement sous le nom d’ordre de la Milice dorée, est un ordre de chevalerie papal conféré à ceux qui ont contribué de manière distinguée à la propagation de la foi catholique, ou à la gloire de l’Église.
Comme les autres ordres pontificaux, il fit l'objet d'une réorganisation par Pie X en 1905, à l'occasion du cinquantenaire de la définition du dogme de l'Immaculée Conception.
Le nombre des chevaliers est limité à cent.
Croix de l'ordre de la Milice dorée : En or, portée en sautoir. A huit pointes, émaillées de jaune, avec un éperon d'or pendu entre les pointes inférieures. Surmontée d'un trophée militaire en or. Médaillon d'émail blanc au centre avec le chiffre marial couronné sous un croissant.

## Récipiendaires notables
- Palla Strozzi (1372–1472), noble florentin banquier, politicien, lettré, philosophe et philologue
- Diego García de Paredes (1466–1534), militaire espagnol
- Raphaël (1483–1520), artiste
- Jules César Scaliger (1484–1558)
- Titien (c. 1488-1576), artiste, conféré par Charles Quint en 1533
- Baccio Bandinelli (1493–1560), conféré par Charles Quint
- Giorgio Vasari (1511-1574), artiste et biographe
- Orlande de Lassus (1532-1594), compositeur
- Giorgio Basta (1544-1607), général au service de l'Autriche contre les Turcs, conféré par Rodolphe II
- Pomponio Nenna (1556–1613), compositeur
- Ventura Salimbeni (1568–1613)
- Mancio Itō (1570–1612), premier ambassadeur japonais à se rendre en Europe
- Bonifazio Bevilacqua Aldobrandini (1571–1627), cardinal italien, oncle du pape Grégoire XIV
- Nicholas Plunkett (en) (1602–1680), avocat irlandais
- Péter Szapáry (1630–1707), baron hongrois, héros d'une légende reprise par Andersen
- Antonio Latini (1642–1692)
- Jean Baptiste Lombart ou Lombard (1699-1768), peintre à Lyon
- Jean-François Rousseau (1738-1808), orientaliste, par le pape Clément XIV
- Jean-Baptiste-Pierre Jullien de Courcelles (1759-1834), historiographe français, magistrat, président de l'administration des hospices, administrateur en chef de l'Asile royal de la Providence à Paris et généalogiste honoraire du roi;
- Christoph Willibald Gluck (1714–1787), compositeur allemand
- Bartolomeo Cavaceppi (c. 1716–1799), sculpteur
- Giacomo Casanova (1725–1798)
- Giovanni Gallini (1729–1805), danseur et imprésario à Londres, 1760–1800
- François Louis Barthélémy Dufraiche de la Villorion, (1740-1820), écuyer, prêtre puis archidiacre, Prieur de Saint-Guyomard, conseiller-député au parlement de Paris, comte palatin, Directeur de l'Hôpital des Incurables de Paris, futur Hôpital Laënnec.Légion d'Honneur.
- Wolfgang Amadeus Mozart (1756–1791), compositeur, à l'âge de 14 ans
- Joseph Fesch (1763-1839), par le pape Pie VII le 10 août 1802
- Jean Gratiot (1767-1841), imprimeur-libraire à Paris, père d'Amédée-Louis-Marie Gratiot (1812-1880), imprimeur à Paris et directeur de la papeterie d'Essonnes, ensuite papeterie Darblay
- Mathieu-Ignace Van Brée (1773-1839), peintre flamand, par le pape Pie VII en 1821.
- René-Charles Guilbert de Pixerécourt (1773-1844), dramaturge français.
- El Moallem Ghali (1775 - 1822), par le pape Pie VII le 21 août 1807. Chef des écrivains coptes, il fut chargé en 1814 de l'arpentage et nommé secrétaire particulier du vice-roi, Mohamed Ali et chef des Coptes.
- Jean Baptiste Birotteau (1786-1854), vérificateur des douanes, fils de Jean Birotteau, représentant du peuple à la Convention nationale.
- Jean Baptiste Ardène (1790-1870), directeur du service des lits militaires de la 11e région militaire à Bordeaux.
- Didier Petit de Meurville (1793-1873), membre fondateur et premier secrétaire de l'Œuvre catholique pour la propagation de la foi.
- Chevalier Valentin Claraz (1799-1890), fils aîné du docteur Balthazard Claraz, médecin chirurgien du pape Pie VII.
- Jan Ksawery Kaniewski (1805-1867), peintre polonais qui a réalisé un portrait en pied du pape Grégoire XVI
- François-Théodore Beeckmans (1815-1874), philanthrope et mécène belge, administrateur des Hospices civiles de la ville d'Anvers.
- Mgr Xavier Barbier de Montault (1830-1901), prélat, archéologue et historiographe français.
- Alphonse de Bourbon-Siciles (1841-1934), comte de Caserte, prétendant au trône du royaume des Deux-Siciles.
- Domenico Schiaratura (1860-1945), armoiries, comte de la noblesse pontificale, notaire, membre de la Noblesse noire (Nobiltà nera)
- Benito Mussolini (1883-1945), président du Conseil italien
- Mohammad Reza Shah Pahlavi (1919–1980), empereur d'Iran
- Rainier III de Monaco (1923-2005), prince souverain de Monaco
- Grand-duc Jean de Luxembourg (1921-2019), dernier membre de cet ordre.